# Teleférico de Gibraltar
El Teleférico de Gibraltar es un teleférico situado en Gibraltar. La estación base del teleférico se encuentra cerca del extremo sur de la Main Street, junto al Jardín Botánico de Gibraltar. Éste sube al Peñón de Gibraltar, conectando esta estación con otra junto a la Signal Hill Battery.

## Historia
El teleférico de Gibraltar fue construido en 1966 por el grupo industrial suizo Von Roll Holding, con las estaciones base y cumbre diseñadas por el arquitecto Brian Helliwell.
La última renovación importante del teleférico tuvo lugar en 1986, cuando las cabinas de entonces fueron sustituidas por las actuales. En 2007 la Estación Superior fue reformada.